# Сары Пандас
Сары Пандас — технический (винный) сорт винограда, используемый для производства белых вин.

## История
Сорт греческого происхождения, завезен в Крым очень давно. Впервые упоминается в работе немецкого учёного-энциклопедиста Петра Симона Палласа в 1803 году.
В 1933 году Сары Пандас выделен Всесоюзным научно-исследовательским институтом виноделия и виноградарства «Магарач» как перспективный сорт для приготовления оригинальных десертных вин.

## География
Сорт считается крымским автохтоном, где и культивируется. Сары Пандас распространен в районе Судак и небольшими группами произрастает в долине реки Отузка.

## Основные характеристики
Листья средней величины, довольно грубые (кожистые), волнисто-воронковидные, средне разрезные, пластинка листа среднепузырчатая, неопределенно изогнутая или слегка воронкообразная, края листа отогнуты книзу. Верхняя поверхность светло зеленая, матовая, нижняя—желто-зеленая. Средняя лопасть широко треугольная. Жилки листа зеленые. Зубцы на концах лопастей крупные, треугольные с острыми или слегка закругленными вершинами. Краевые зубчики также крупные, обычно острые и со слабо выпуклыми сторонами.
Цветки функционально женские. Грозди средней величины и большие, широко-конические, часто с короткими, торчащими в стороны верхними лопастями. Ягоды средние, круглые, желто-белые с загаром на солнечной стороне в виде отдельных светло-коричневых пятен, с редкими чечевичками. Кожица довольно тонкая, покрыта восковым налетом. Мякоть довольно плотная, не особенно сочная, несколько хрустящая. Вкус отличается приятным сочетанием сахаристости и кислотности и специфическим ароматом.
Сары Пандас относится к сортам позднего периода созревания, продолжительность периода вегетации от распускания почек до полной зрелости составляет 150—166 дней. 
Обладает относительно хорошими показателями плодоносности.
Сорт относительно морозоустойчив. Устойчивость против болезней и вредителей, обладает средней устойчивостью против грибных болезней.

## Характеристика вина
Используется для производства сухих и десертных белых вин, высокого качества со своеобразным букетом.